# Simulium lahillei
Simulium lahillei är en tvåvingeart som först beskrevs av Paterson och Shannon 1927.  Simulium lahillei ingår i släktet Simulium och familjen knott. Inga underarter finns listade i Catalogue of Life.